# Ludność służebna
Ludność służebna – we wczesnym średniowieczu w Czechach, Polsce i na Węgrzech grupy ludności mieszkającej na wsi, zobowiązanej dziedzicznie do wyspecjalizowanych świadczeń i posług na korzyść władzy w zamian za zwolnienie z niektórych opłat (danin) i ciężarów. Była to ludność wolna lub niewolna, pracująca wyłącznie na potrzeby dworu książęcego.

## Historia
Ludność służebna powstała na terenach Polski prawdopodobnie X – XI wieku w okresie powstawania i konsolidacji państwa (podobnie w Czechach i na Węgrzech). Pełniła funkcję bezpośredniego zaplecza gospodarczego książąt i monarchii. Nieliczne jej kategorie przetrwały do XIII wieku.
Organizacja ludności służebnej jest niepewna, poszczególne grupy prawdopodobnie podporządkowane były różnym agendom monarchii. Poza ludnością służebną podlegli monarsze byli także służebni kościelni, którzy wywodzili się prawdopodobnie z nadania ich Kościołowi przez monarchę. W Polsce znani jako świątnicy, w Czechach jako dzwonnicy lub stróże kościołów.

## Profesje
Ludność służebna wykonująca posługi dla dworu i aparatu państwowego:
- kucharze – gotowanie, warzenie potraw,
- łagiewnicy – wytwarzający gliniane lub drewniane naczynia,
- łaźnicy – wykonywanie usług w łaźniach książęcych,
- piekarze – pieczenie chleba, pieczywa,
- pracze – pranie odzieży książęcej i dworzan,
- rybitwi (rybitwy) – rybołówstwo, dostarczanie ryb na dwór księcia,
- stróże,
- woźnice,
- żerdnicy – rozstawianie namiotów i organizowanie pobytu w czasie podróży księcia.

Ludność służebna wytwarzająca różnorodne przedmioty i dobra:
- bednarze – spądownicy produkcja naczyń klepkowych z drewna – beczki, kadzie, faski itp.,
- cieśle,
- grotnicy – wyrób grotów do włóczni i strzał,
- jadownicy – wytwarzali jady do grotów,
- kobiernicy,
- korabnicy – wytwarzanie łodzi,
- kowale – wyrób broni i innych żelaznych przedmiotów,
- mącznicy – mielenie zboża w żarnach,
- mydlnicy – wytwarzający mydło,
- niewodnicy – wyrób sieci rybackich (zobacz też niewód),
- rudnicy,
- rzeszotarze – wyrób sit, przetaków,
- sannicy – wyrób sań,
- szczytnicy – wyrób tarcz,
- szewcy,
- szłomnicy – wyrób hełmów,
- tokarze,
- winiarze,
- woźnice – wytwarzanie wozów,
- zduni,
- złotnicy.

Ludność służebna zajmująca się hodowlą zwierząt:
- konary czyli koniarze – doglądanie stadnin i stajni książęcych,
- owczarze,
- skotnicy – wypas bydła książęcego,
- świniarze.

Ludność służebna zajmująca się obsługą łowów monarchy:
- bobrownicy – opiekowali się bobrami,
- cienietnicy,
- psarze (psiarze) – hodowla i tresura psów,
- sokolnicy,
- strzelcy,
- iskarze, ślednicy – tropienie zwierząt, polowania.

Ludność służebna wykonująca czynności urzędowe niższego rzędu:
- komornicy,
- węgierce,
- karmnicy.

Inne:
- bartodzieje (bartnicy) – zajmowali się pszczelnictwem (bartnictwem),
- jastrzębnicy – hodowla i tresura jastrzębi,
- kobylnicy – hodowla koni,
- łazękowie:
  - wypalanie i karczowanie lasów lub,
  - zadania wywiadowcze.

## Osady
Osady zamieszkane dawniej przez ludność służebną zachowały nazwy, związane z wykonywanymi czynnościami tej ludności: np. Bobrowniki, Jastrzębniki, Konary, Kobylniki, Kuchary, Owczary, Psary, Rybitwy, Sanniki, Skotniki, Słomniki, Sokolniki, Szczytniki, Świniary, Winiary, Złotniki, Łagiewniki itd.